# Gabriele Calvi
Gabriele Calvi (Brescia, 30 aprile 1925 – Milano, 22 agosto 2015) è stato uno psicologo, imprenditore e politico italiano.
Nel 1945 partecipò alla guerra di liberazione con le Fiamme Verdi bresciane.
Laureato all'Università Cattolica del Sacro Cuore nel 1950, si perfezionò in Psicologia sperimentale nel Laboratorio di Agostino Gemelli, di cui fu assistente negli anni 1953-55. Libero docente, nel 1964, in Psicologia dell'età evolutiva (e sociale), insegnò nell'Università Cattolica fino al 1974, anno in cui vinse la cattedra di Psicologia sociale nella Facoltà di scienze politiche C. Alfieri di Firenze. Nel 1985 trasferì per il medesimo insegnamento nella Facoltà di scienze politiche di Pavia, nella quale insegnò fino al 1991.

## Attività professionale
Contemporaneamente alla ricerca scientifica e all'insegnamento, Gabriele Calvi svolse sempre attività professionale, dapprima come psicologo del lavoro e Direttore del Centro psicologico dell'Ente nazionale prevenzione infortuni (ENPI) di Brescia, per gli anni 1955-58, poi come libero professionista. Dal 1959, a Milano, svolse l'attività di ricercatore sociale e di mercato in istituti specializzati. Nel 1972 fondò Eurisko, di cui resse sempre la presidenza, un istituto che si è affermato fra i più autorevoli del settore, sia per la capacità di innovare le metodologie qualitative e quantitative, sia per la costante lettura dei fenomeni di opinione e di mercato ispirata da una visione dei problemi dell'intera società. Lasciò questo istituto alla fine del 2003.
Negli anni '70 e '80 Calvi diresse le collane “Strumenti per l'indagine sociale”, “Programma di indagine sociale internazionale” e “Collana di psicologia politica”, pubblicate dall'editore Franco Angeli.

## Ricerca sociale
Gabriele Calvi collaborò alle ricerche sui giovani svolte dal primitivo Programma IARD, dal 1960 in poi. Fece parte, successivamente, del Comitato scientifico dell'Istituto IARD Franco Brambilla.
Fu socio del Consiglio Italiano per le Scienze Sociali (CSS), dal 1976. Fu pure socio di associazioni scientifiche e professionali, quali: ISPP, AMA e AISM, per la quale diresse, negli anni '70, la rivista Il Giornale di Marketing.
Nel 1993 fu insignito del Premio Guglielmo Tagliacarne dalla medesima associazione, per l'attività svolta nella promozione delle ricerche sociali e di mercato in Italia. Dell'ASSIRM (Associazione tra istituti di ricerche di mercato, sondaggi d'opinione, ricerca sociale), che oggi raggruppa più di quaranta rinomati istituti italiani, fu membro del Consiglio, dalla fondazione, e, per il biennio 1996-97, fu il Presidente.
Fece parte del comitato scientifico della rivista Micro & Macro Marketing, edita da il Mulino.

## Attività politica
Nel 1994 Gabriele Calvi fu eletto Deputato nella XII Legislatura, nel Gruppo dei Popolari.

## Opere
- Calvi G.,  Il problema psicologico della creatività, Ceschina, Milano, 1966
- Calvi G., La natura e i limiti della creatività nevrotica. Archivio di Psicologia, Neurologia e Psichiatria, XXX, 1969
- Calvi G.,  Valori e stili di vita degli italiani.. Isedi, Milano, 1977
- Calvi G.,  La classe fortezza: scelte degli elettori e responsabilità della classe politica (archiviato dall'url originale il 15 marzo 2010), Franco Angeli, Milano, 1980
- Calvi G.,  La frattura fra valori e scelte politiche in Italia (archiviato dall'url originale il 18 maggio 2011), Rivista italiana di scienza politica,  X, 1, 1980
- Calvi G. - Martini M.,  L'estremismo politico: ricerche psicologiche sul terrorismo e sugli atteggiamenti radicali (archiviato dall'url originale il 15 marzo 2010), Franco Angeli, Milano, 1982
- Calvi G. - Marbach G.,  Giovani laureati e qualità del lavoro (archiviato dall'url originale il 15 marzo 2010), Franco Angeli, Milano 1983
- Calvi G.,  Indagine sociale italiana (archiviato dall'url originale il 15 marzo 2010), Franco Angeli, Milano, 1987
- Calvi G. - Minoia G.,  Gli scomunicanti: la pubblicità politica com'è e come potrebbe essere (archiviato dall'url originale il 15 marzo 2010), Lupetti, Milano, 1990
- Calvi G.,  Signori, si cambia: rapporto Eurisko sull'evoluzione dei consumi e degli stili di vita, Bridge, Milano, 1993
- Calvi G. - Vannucci A.,  L'elettore sconosciuto: analisi socioculturale e segmentazione degli orientamenti politici 1994, Arel - il Mulino, Bologna, 1995
- Calvi G., "Percezioni esistenziali", in: AA.VV., Generazioni a confronto, Consiglio Italiano per le Scienze Sociali, Marsilio, Venezia, 2005
- Bosio C.,  Esplorare il cambiamento sociale: studi in onore di Gabriele Calvi, Franco Angeli, Milano